# 間違ったラノベの作り方
『間違ったラノベの作り方』（まちがったラノベのつくりかた）は、松林悟による日本の漫画。カバーイラストは要河オルカが担当している。『ヤングエース』（角川書店）にて、Vol1からVol9まで連載された。

## 概要
1話ごとに「サルでも書けるラノベ講座」を最初の1コマに設けている。なお、第1話は「サルでも作れるライトノベルの作り方」となっており、話数によっては「サルでも書けるライトノベル講座」となっている。冒頭のラノベイラストギャラリーは連(muraji)、uni8が担当している。ラノベ創作ギャグ漫画と紹介されている。

## ストーリー
女子高生の鈴葉は、下級生の霧乃に呼び出され、突然告白される。しかしそれは、これから書く予定のラノベの主人公のモデルになってもらいたかっただけで、告白したのも「インパクトのあるセリフから入ろう」と思ったからであった。それ以来、鈴葉は霧乃に付きまとわれ、その非常識な言動に振り回されながらツッコミを入れることになる。

## 登場人物
安藤 鈴葉（あんどう すずは）
本作の主人公の高校2年生。霧乃に付きまとわれていろいろとトラブルになるものの、本心から嫌っておらず、なんだかんだで霧乃に付き合っている。作中の中では一番の常識人で主に突っ込み役兼弄られ役になっている。両親が共働きのため料理が得意（料理歴10年）。3人の男を一気に吹っ飛ばすなどなかなか強い。エピローグでは大学生活を送っていた。
日向 霧乃（ひむかい きりの）
高校1年生。ライトノベル作家志望でハルヒの後釜を狙っている。鈴葉に新作の主人公のモデルになってもらおうと接近した。ライトノベルを書くとき、何かと鈴葉を登場させようとする。小説を書くためといっては奇妙な行動をし、ライトノベルのお約束だと言っては非常識な言動をとるため、そのたびに鈴葉の突っ込みが入っている。エピローグでは売れっ子ノベル作家になっていた。
バラ野 マリア（バラの マリア）
元売れっ子ラノベ作家で霧乃の師匠。美少女が描かれている被り物をつけてこれが地顔と主張するものの、周囲から見るとどう見ても男で変態。霧乃と同じく奇妙な行動をとるため、鈴葉からたびたび突っ込みが入る。エピローグでは自宅の敷地から石油を掘り当てて売れっ子ラノベ作家として再デビューしていた。
ゆかり
鈴葉の友達。霧乃と気が合い、悪乗りすることも。
霧乃の母
霧乃から母様と呼ばれる。霧乃のことは霧ちゃんと呼ぶ。

## 既刊一覧
角川コミックス・エースより刊行。全1巻。
1. 2010年6月4日発行 ISBN 978-4-04-715461-2